# ترژاچکا پلاتنیتسا
ترژاچکا پلاتنیتسا (بوسنیایی: Tržačka Platnica) یک منطقهٔ مسکونی در بوسنی و هرزگوین است که در تسازین واقع شده‌است.